# Tulunan
Tulunan è una municipalità di terza classe delle Filippine, situata nella Provincia di Cotabato, nella Regione del Soccsksargen.
Tulunan è formata da 29 baranggay:
- Bacong
- Bagumbayan
- Banayal
- Batang
- Bituan
- Bual
- Bunawan
- Daig
- Damawato
- Dungos
- F. Cajelo
- Galidan
- Genoveva Baynosa
- Kanibong
- La Esperanza

- Lampagang
- Magbok
- Maybula
- Minapan
- Nabundasan
- New Caridad
- New Culasi
- New Panay
- Paraiso
- Poblacion
- Popoyon
- Sibsib
- Tambac
- Tuburan